# Liste der Kulturdenkmale in Ohrdruf
Die Liste der Kulturdenkmale in Ohrdruf ist auf dem Stand vom November 1999 und enthält gemäß dem Gesetz zur Pflege und zum Schutz der Kulturdenkmale im Land Thüringen (ThüDSchG) in der geltenden Fassung vom 24. Februar 2016 bzw. dem Ersten Gesetz zur Änderung des ThüDSchG vom 23. November 2005 die Kulturdenkmale der Stadt Ohrdruf im thüringischen Landkreis Gotha.
Ohrdruf ist erfüllende Gemeinde für die Gemeinde Luisenthal. Die Kulturdenkmale vom Luisenthal sind im folgenden Artikel aufgeführt:
- Liste der Kulturdenkmale in Luisenthal

Hinweis: Die Liste kann Änderungen unterworfen sein, die hier nicht erscheinen. In Einzelfällen kann die aktuelle Liste bei der Unteren Denkmalschutzbehörde des Landratsamtes oder beim Bauamt der jeweiligen Gemeinde oder der Verwaltungsgemeinschaft eingesehen werden.

## Definitionen
Der Schutz der unbeweglichen Kulturdenkmale entsteht bereits durch das Vorliegen der gesetzlichen Voraussetzungen des § 2 des Thüringer Denkmalschutzgesetzes und ist nicht von der Eintragung in die Denkmalliste des Landes oder der Gemeinden abhängig. Das bedeutet, dass auch Objekte, die nicht in einer Denkmalliste verzeichnet sind, durchaus Denkmale sein können.

### Kulturdenkmale
Laut § 2 des Thüringer Denkmalschutzgesetzes sind Kulturdenkmale alle Sachen, Sachgesamtheiten oder Sachteile, die aus geschichtlichen, künstlerischen, technischen, wissenschaftlichen, volkskundlichen oder städtebaulichen Gründen sowie aus Gründen der historischen Dorfbildpflege ein öffentliches Interesse besteht. Zu den Kulturdenkmalen werden auch Denkmalensembles und Bodendenkmale gezählt.

#### Denkmalensemble
Um ein Denkmalensemble kann es sich handeln bei:
- baulichen Gesamtanlagen: Bauliche Gesamtanlagen sind insbesondere Gebäudegruppen, einheitlich gestaltete Quartiere und Siedlungen und historische Ortskerne einschließlich der mit ihnen verbundenen Pflanzen, Frei- und Wasserflächen.
- kennzeichnenden Straßen-, Platz- oder Ortsbildern: Ein kennzeichnendes Straßen-, Platz- oder Ortsbild ist insbesondere gegeben, wenn das Erscheinungsbild der Anlage für eine bestimmte Epoche oder Entwicklung oder für eine charakteristische Bauweise mit auch unterschiedlichen Stilarten kennzeichnend ist.
- kennzeichnende Ortsgrundrisse: Ein kennzeichnender Ortsgrundriss ist gegeben, wenn das Erscheinungsbild der Anlage für eine bestimmte Epoche oder Entwicklung charakteristisch ist, insbesondere im Hinblick auf Orts- und Siedlungsformen, Straßenführungen, Parzellenstrukturen und Festungsanlagen.
- historischen Park- und Gartenanlagen: Historische Park- und Gartenanlagen sind Werke der Gartenbaukunst, deren Lage sowie architektonische und pflanzliche Gestaltung von der Funktion der Anlage als Lebensraum und Selbstdarstellung früherer Gesellschaftsformen und der von ihr getragenen Kultur Zeugnis geben. Dazu zählen auch Tier- und botanische Gärten, soweit sie eine eigene historische und architektonische Gesamtgestaltung besitzen.
- historischen Produktionsstätten und -anlagen.

Nicht alle Teile eines Denkmalensembles müssen Kulturdenkmal sein, um als Kulturdenkmal zu gelten.

#### Bodendenkmal
Bewegliche oder unbewegliche Sachen, die im Boden oder unter Wasser verborgen waren oder sind und die Auskunft geben über tierisches oder pflanzliches Leben (paläontologische Denkmale) oder die Zeugnisse, Überreste oder Spuren der menschlichen Kultur (archäologische Denkmale) darstellen, sind Bodendenkmale.

### Hinweis
Die vorliegende Denkmalliste macht die beschriebenen Unterscheidungen nicht durchgängig.

## Hintergrund
Ohrdruf liegt auf 375 m ü. NHN unweit nördlich des Thüringer Waldes am Übergang des Westthüringer Berg- und Hügellandes zur sich östlich anschließenden Ohrdrufer Platte.
Die Stadt ist vor allem als Wohnort Johann Sebastian Bachs bekannt. Außerdem liegt bei ihr der größte Truppenübungsplatz Thüringens. Sehenswert sind einige historische Gebäude der Altstadt, wie zum Beispiel das Schloss Ehrenstein.
Ohrdruf ist erfüllende Gemeinde für die Gemeinde Luisenthal sowie Zentrum des südlichen Teils des Landkreises Gotha. Für Luisenthal gibt es (demnächst) eine eigene Kulturdenkmalliste in Wikipedia.

## Einzeldenkmale § 2 Abs. (1) Nr. ThürDSchG

### Sakralbauten
| Bild                           | Bezeichnung                                | Lage                                          | Datierung | Beschreibung | ID |
| ------------------------------ | ------------------------------------------ | --------------------------------------------- | --------- | --- | -- |
| weitere Bilder Fotos hochladen | Pfarrkirche St. Trinitatis mit Ausstattung | Waldstraße 60, Flurstück: 3-842 (Karte)       |           | 1714 eingeweiht |    |
| weitere Bilder Fotos hochladen | Siechhofskirche                            | Gothaer Straße 27, Flurstück: 24-4776 (Karte) |           | Die Kirche wurde 1779 an einem mittelalterlichen Kapellenstandort (Siechenhof) anstelle eines Fachwerkbaus von 1603 errichtet. Die im frühklassizistischen Stil erbaute Kirche hat ein Walmdach und einen charakteristischen Dachreiter. Das Innere glänzt durch eine dreiseitig umlaufende Empore sowie ein Spiegelgewölbe. |    |
| weitere Bilder Fotos hochladen | Turm der Michaeliskirche                   | Michaelisplatz 2, Flurstück: 2-484 (Karte)    |           | Das Kirchenschiff wurde im Februar 1945 durch einen Luftangriff zerstört |    |

### Profanbauten (nach Straßen)
| Bild                           | Bezeichnung                                | Lage                                                                  | Datierung | Beschreibung | ID |
| ------------------------------ | ------------------------------------------ | --------------------------------------------------------------------- | --------- | --- | -- |
| weitere Bilder Fotos hochladen | Bahnhof Ohrdruf                            | Am Bahnhof 1, Flurstück: 19-3758/17 (Karte)                           |           | |    |
| Fotos hochladen                | Gehöft                                     | Bonifatiusplatz 3, Flurstück: 2-512 (Karte)                           |           | |    |
| BW                             | Sachteil Kellertür                         | Gleichenstraße 14, Flurstück: 2-686 (Karte)                           |           | |    |
| weitere Bilder Fotos hochladen | Steinerne Ohrabrücke                       | bei Goethestraße 28, Flurstück: zwischen 2-497 und 2-652/11 (Karte)   |           | Die 1593 erbaute (und 1998/99 erneuerte) Brücke verbindet über die Goethestraße den Schlossbereich mit der eigentlichen Stadt, die links der Ohra liegt.                                  |    |
| Fotos hochladen                | Schusterbrunnen                            | Goethestraße/Marktstraße, Flurstück: bei 2-530 (Karte)                |           | Bronze-Figur des Tritons ist eine Rekonstruktion von 1999; vergleiche Keramik- & Bronzeatelier – Rekonstruktion des „Triton“ Schusterbrunnen Ohrdruf                                      |    |
| BW                             | Wasserturm                                 | Goldberg, „Am Wachhög“, Flurstück: 5-1333/1 (Karte)                   |           | |    |
| weitere Bilder Fotos hochladen | Haus Mühlberg, „Kupferschlösschen“         | Gothaer Straße 30, Flurstück: 22-4568/7 (Karte)                       | 1930er    | |    |
| Fotos hochladen                | Wappen/Medusenkopf/Pforte („Kohltor“)      | Hohenlohestraße 27, Flurstück: 2-387/2 (Karte)                        |           | Dieser auffällige Wappenstein mit der fratzenhaften Figur im unteren Teil sind die verbliebenen Reste des nördlichen Stadttores.                                                          |    |
| Fotos hochladen                | Kirchgässnerbrunnen                        | Kirchstraße (Karte)                                                   |           | |    |
| BW                             | Wohnhaus mit historischer Innenausstattung | Kirchstraße 22, Flurstück: 2-455/2 (Karte)                            |           | |    |
| BW                             | Ehemalige Heuwaage                         | Lindenaustraße, Flurstück: (Karte)                                    |           | |    |
| Fotos hochladen                | Michaelisbrunnen                           | Löberstraße, Flurstück: 2-435, bei 2-444 (Karte)                      |           | |    |
| Fotos hochladen                | Alte Gerberei                              | Löberstraße 2 (nicht 14!), Flurstück: 2-444 (Karte)                   |           | Heute Museum |    |
| Fotos hochladen                | Marktbrunnen („Engelsbunnen“)              | Marktplatz (ehemaliger Thälmannplatz), Flurstück: 2-345 (Karte)       |           | Mit einer Statue der Erzengels Michael |    |
| weitere Bilder Fotos hochladen | Rathaus                                    | Marktplatz 1 (ehemaliger Thälmannplatz 1), Flurstück: 2-363 (Karte)   |           | |    |
| Fotos hochladen                | Wohnhaus                                   | Marktplatz 11 (ehemaliger Thälmannplatz 11), Flurstück: 2-340 (Karte) |           | |    |
| BW                             | Wohnhaus/Drogerie                          | Marktstraße 1, Flurstück: 2-334 (Karte)                               |           | |    |
| Fotos hochladen                | Michaelisschule                            | Michaelisplatz 3, Flurstück: 2-486 (Karte)                            |           | |    |
| weitere Bilder Fotos hochladen | Schloss Ehrenstein                         | Schloßplatz 1 und 2, Flurstück: 2-625/3 und 2-626/16 (Karte)          |           | Zugehörige Sachteile: sämtl. Haupt- und Nebengebäude,/Wirtschaftsgebäude/Einfriedungen; historische Höfe, Freiräume und Parkflächen; Teichanlagen/Ringgraben, Straße An den drei Teichen. |    |
| Fotos hochladen                | Ehemaliges Amtsgericht                     | Schloßplatz 3, Flurstück: 2-625/7 (Karte)                             |           | |    |
| Fotos hochladen                | Bahnhof Luisenthal                         | Suhler Straße 11 a, Flurstück: 9-2865/4 (Karte)                       |           | |    |
| BW                             | Wohnhaus                                   | Suhler Straße 26, Flurstück: 8-2795 (Karte)                           |           | |    |
| Fotos hochladen                | Tobiashammer                               | Suhler Straße 34, Flurstück: 9-2832/25 (Karte)                        |           | |    |
| BW                             | Trinitatisschule                           | Trinitatisstraße 2, Flurstück: 2-815/1 (Karte)                        |           | |    |

### Denkmalensembles (Bauliche Gesamtanlagen) nach § 2 Abs. 2 ThDSchG
| Bild            | Bezeichnung                     | Lage | Datierung | Beschreibung                          | ID |
| --------------- | ------------------------------- | --- | --------- | ------------------------------------- | -- |
| Fotos hochladen | Stadtmauer-Reste                | Bahnhofstraße 1a/1b, Flurstück: 2-226 (Karte)                                                                                          |           | Sachteile der baulichgen Gesamtanlage |    |
| BW              | Historisches Straßen-/Platzbild | Marktplatz 1–24, Flurstück: 2–334 bis 342, 344 bis 350, 353 bis 357, 361, 362 (Karte)                                                  |           |                                       |    |
| BW              | Histor. Straßenbild             | Marktstraße 1–30, 32, Flurstück: 2–324 bis 334, 310, 311, 313 bis 315, 530 bis 532, 533/1, 534, 575, 576/1, 576/2, 578 bis 584 (Karte) |           |                                       |    |
| Fotos hochladen | Bauliche Gesamtanlage           | Sämtliche erhaltenen Teile der historischen Stadtmauer                                                                                 |           |                                       |    |
| Fotos hochladen | Historisches Straßen-/Platzbild | Waldstraße 1–178 |           |                                       |    |

### Ungeklärter Denkmalwert – Prüfung erforderlich
Zu nachfolgenden Objekten ist derzeit (Stand Nov. 1999) noch keine verbindliche Aussage zum Denkmalwert möglich, evtl. Ortstermin erforderlich.

| Bild            | Bezeichnung                                      | Lage                                                              | Datierung | Beschreibung | ID |
| --------------- | ------------------------------------------------ | ----------------------------------------------------------------- | --------- | ------------ | -- |
| BW              | Quellfassung Hörnigsbrunnen                      | Schlossberg, Westhang, Haseltal, Flurstück: (Karte)               |           |              |    |
| Fotos hochladen | Gedenkstätte Friedhof Sowjetischer Ehrenfriedhof | Hohenkirchener Straße, Flurstück: 22-4619/1, 4612/1, 4614 (Karte) |           |              |    |
| BW              | Wohnhaus                                         | Suhler Straße 18, Flurstück: 2-2776/3 (Karte)                     |           |              |    |
| Fotos hochladen | Stele Todesmarsch                                | Wölfiser Straße, Flurstück: 2-696 (Karte)                         |           |              |    |

### Streichungen, nicht bestätigter Denkmalwert
Folgende Gebäude sind nach erfolgter aktueller Prüfung (Stand Nov. 1999) durch die Denkmalfachbehörde keine Kulturdenkmale im Sinne § 2 ThDSchG bzw. haben ihren Denkmalwert verloren:

| Bild                           | Bezeichnung                     | Lage                                                        | Datierung | Beschreibung | ID |
| ------------------------------ | ------------------------------- | ----------------------------------------------------------- | --------- | --- | -- |
| BW                             | Wohn- und Geschäftshaus         | Lindenaustraße 7–9, Flurstück: 2-303, 2-306 (Karte)         |           | |    |
| BW                             | Wohnhaus                        | Lindenaustraße 36, Flurstück: 2-749 (Karte)                 |           | |    |
| weitere Bilder Fotos hochladen | Ehemaliger Friedhof (Stadtpark) | Lindenaustraße, Flurstück: 2-286/1 (Karte)                  |           | Löschung im Denkmalbuch folgt |    |
| BW                             | Altes Krankenhaus               | Im Winkel 7, Flurstück: 3-857 (Karte)                       |           | |    |
| weitere Bilder Fotos hochladen | Altes Postamt                   | Bahnhofstraße 5, Flurstück: 2-201 (Karte)                   |           | Das 1894 in massiver Bauweise errichtete Postamt bestand in dieser Funktion bis 2012. Das nicht mehr unter Denkmalschutz stehende Gebäude soll zukünftig als Wohn- und Geschäftshaus genutzt werden. |    |
| Fotos hochladen                | OdF-Gedenkanlage                | Waldstraße (ehemalige Leninallee), Flurstück: 3-843 (Karte) |           | |    |

## Belege und Anmerkungen
- Denkmalliste der Gemeinde Ohrdruf

1. ↑  Hinweis: Die in Vorbereitung befindliche detaillierte Denkmalausweisung wird neben der Begründung des Denkmalwertes und der Definition des Umfanges an denkmalwürdigem Bestand auch eine differenzierende Gewichtung der einzelnen Sachteile enthalten.

- Karte mit allen Koordinaten:
- OSM |
- WikiMap